# Cinémathèque de Bologne
La cinémathèque de Bologne (Cineteca di Bologna) est un centre d'archives sur le cinéma situé à Bologne, en Italie.

## Histoire
Fondée le 18 mai 1962, la cinémathèque est membre depuis sa création de l'Association des Cinémathèques Européennes (ACE) et, depuis 1989, de la Fédération internationale des archives du film (FIAF).
La mission principale de la cinémathèque est de conserver et de restaurer le patrimoine cinématographique afin de le rendre disponible et de permettre sa transmission future.
En 2012, son appellation est modifiée en Fondazione Cineteca di Bologna, et la municipalité de Bologne est son unique actionnaire.
Depuis mars 2014, le président en est le réalisateur italien Marco Bellocchio et le directeur Gian Luca Farinelli.
En 2018, Gregorio Martinelli confie ses archives à la Cinémathèque.

## Festival
La cinémathèque organise un festival annuel présentant des films rares ou peu connus, Il cinema ritrovato.

## Départements

### Archives du film
Quelque 46 000 pellicules photographiques sont conservées dans les magasins de l'institution dans plusieurs sections, notamment le cinéma muet italien, le cinéma soviétique, les classiques de l'histoire du cinéma, le cinéma populaire italien, les actualités cinématographiques et les documentaires italiens.

### Conservation et restauration
Grâce à son laboratoire L'Immagine Ritrovata, la Cineteca est devenue un centre de renommée internationale dans le domaine de la conservation et de la restauration de films. Parmi les projets les plus importants du centre figure celui sur l'ensemble des archives de documents et des films de Charlie Chaplin. Les restaurations de films italiens sont également nombreuses, comme Il bidone de F. Fellini, L'Emploi (Il posto) de Ermanno Olmi, I Dolci inganni (Les Adolescentes) d'Alberto Lattuada ou encore Appunti per un'Orestiade africana (Carnet de notes pour une Orestie africaine) de P. P. Pasolini.